# Klausbrunnen (Kallmuth)

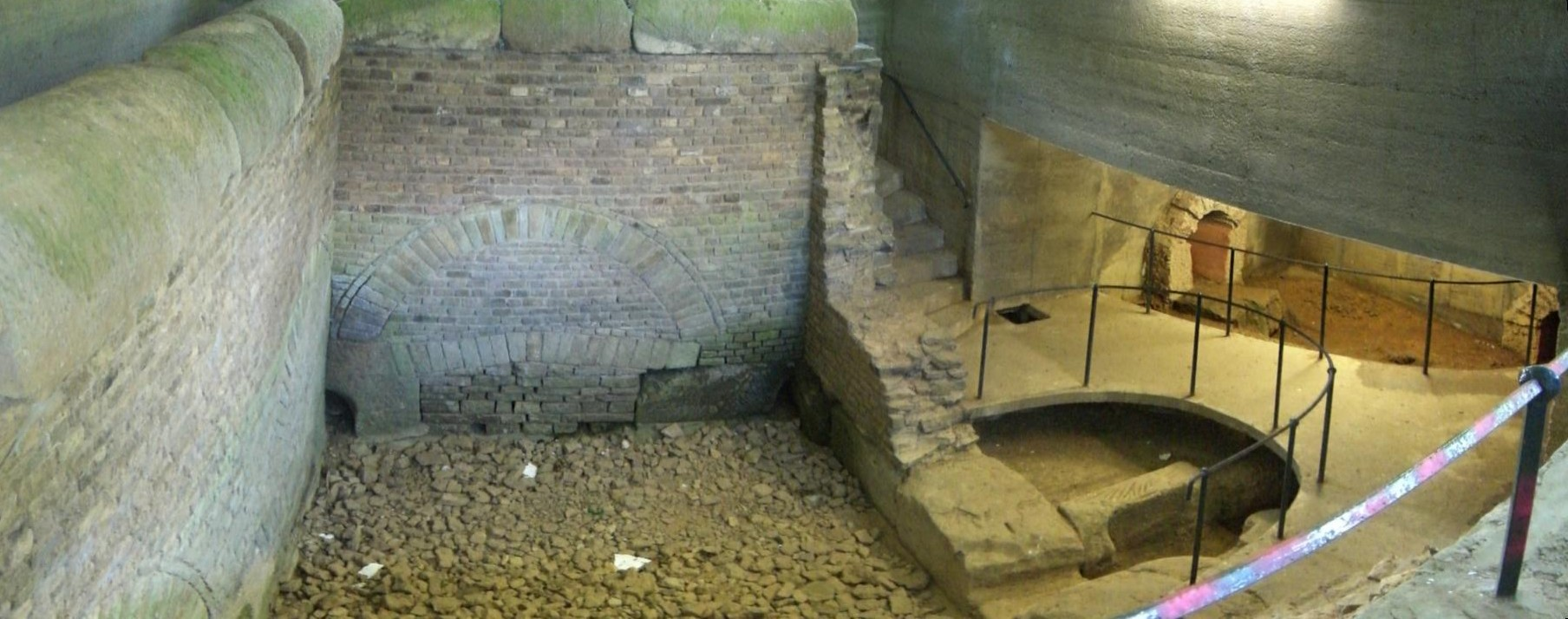
Panoramablick in die „Römische Brunnenstube“, östlich von Kallmuth bei Mechernich

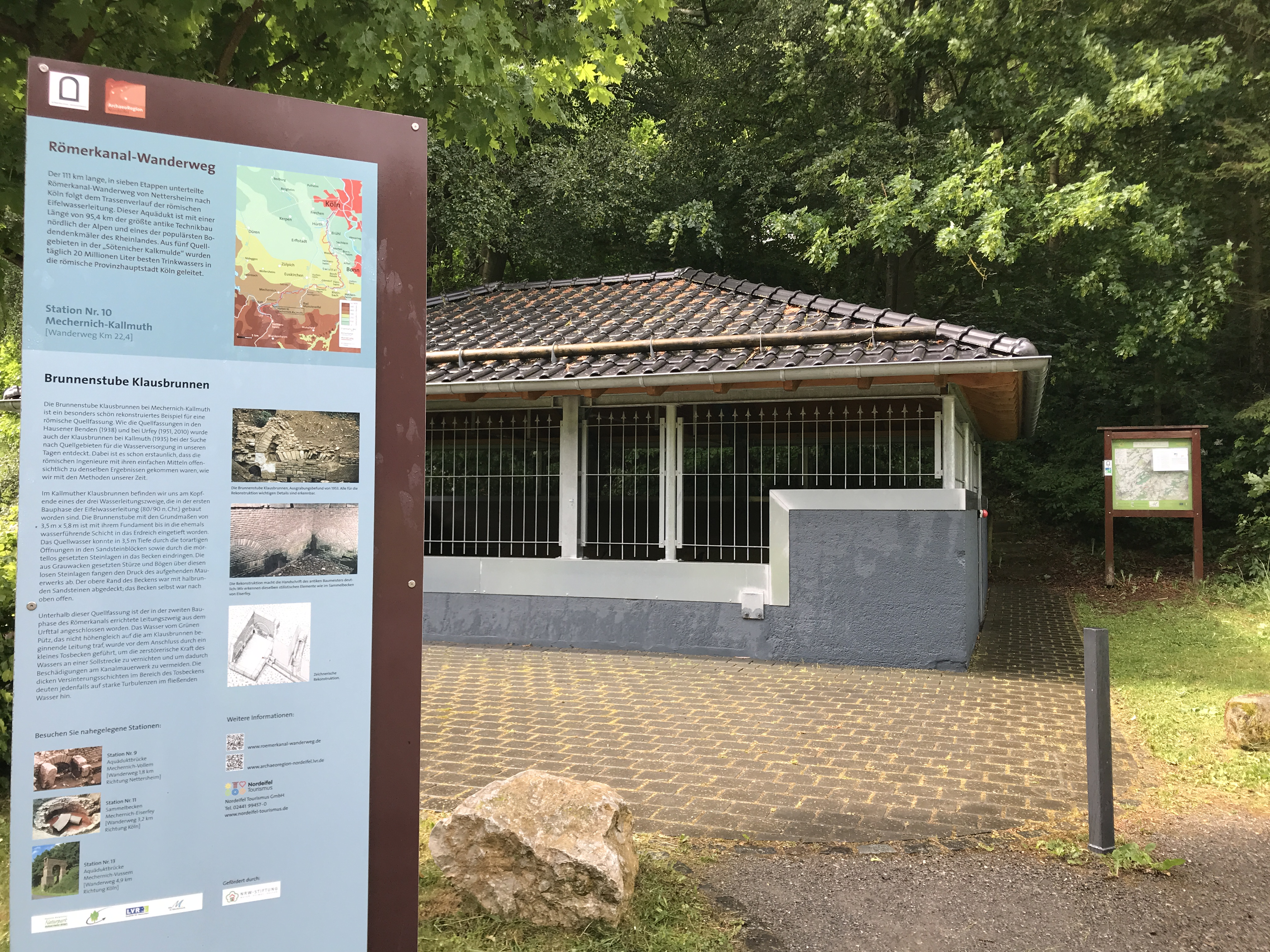
Schutzbau mit Infotafel

Der Klausbrunnen liegt 700 m östlich des Dorfes Kallmuth in Nordrhein-Westfalen und war eine Brunnenstube am Fuß des Talhanges am Rande der Aue des Kallmuther Baches.
Er war zusammen mit einer weiteren heute nicht mehr untersuchbaren auf der anderen Seite des Tales gelegenen Quellfassung, deren Zuleitung zum Kanal wohl schon C. A. Eick erwähnt, eine der Quellen der Eifelwasserleitung, die die Colonia Claudia Ara Agrippinensium, das antike Köln, mit Trinkwasser versorgte.
Die Sohle der Brunnenstube erreichte eine Tiefe von etwa 3 m unter der Geländeoberfläche und hatte einen rechteckigen Grundriss mit den lichten Maße von 3,5 m × 5,8 m. Das Fundament der Wände des Bauwerks bestand aus Sandsteinblöcken. An der dem Talhang zugewandten südwestlichen Seite befanden sich torartige Öffnungen in den drei Sandsteinblöcken, und dazwischen – hier fehlt das Sandsteinfundament – mörtellose Wandteile, durch die das Quellwasser in die Brunnenstube einströmen konnte. Wasser konnte auch durch ein entsprechendes mörtelloses Wandstück an der nordwestlichen Wand, eine der beiden schmäleren Seiten der Brunnenstube, einfließen. Der Ausfluss sorgte für eine gleichbleibende Höhe des Wasserspiegels von 30 cm, damit sich das Wasser in der Brunnenstube durch die langsame Fließgeschwindigkeit (wie in der Brunnenstube am Grünen Pütz) klären konnte.
Das Wasser floss zunächst in ein kleines Sandsteinbecken, das wahrscheinlich der Wasserberuhigung diente, bevor dann der eigentliche Kanal begann. Nach etwa 3,5 m stieß der vom Grünen Pütz kommende Leitungsstrang, der später gebaut wurde, auf die Leitung. Die Sohle dieses Kanals war etwa 60 cm höher als der am Klausbrunnen beginnende Kanal, so dass das Wasser erst einmal ein kleines Tosbecken passieren musste.
Der römische Ursprung des Klausbrunnens wurde erst 1953 durch Ausgrabung nachgewiesen, nachdem verursacht durch den Mechernicher Bleibergbau die Quelle 1948 versiegt war. Seit 1957 ist der restaurierte Klausbrunnen für Interessierte zugänglich und befindet sich in einem Schutzbau.